# Гранд-Эрмин
Гранд-Эрмин (фр. La Grande Hermine, рус. «Большой Горностай») — судно (каррака), на котором 15 июня 1536 года Жак Картье достиг берегов нынешнего Сен-Пьера и Микелона, исследуя устье реки Святого Лаврентия и поселения лаврентийских ирокезов в Стадаконе (рядом с современным Квебеком). Помимо флага Сен-Пьера и Микелона, корабль также изображён на канадской награде Amory Adventure Award, которую получают канадские разведчики.

## Копии

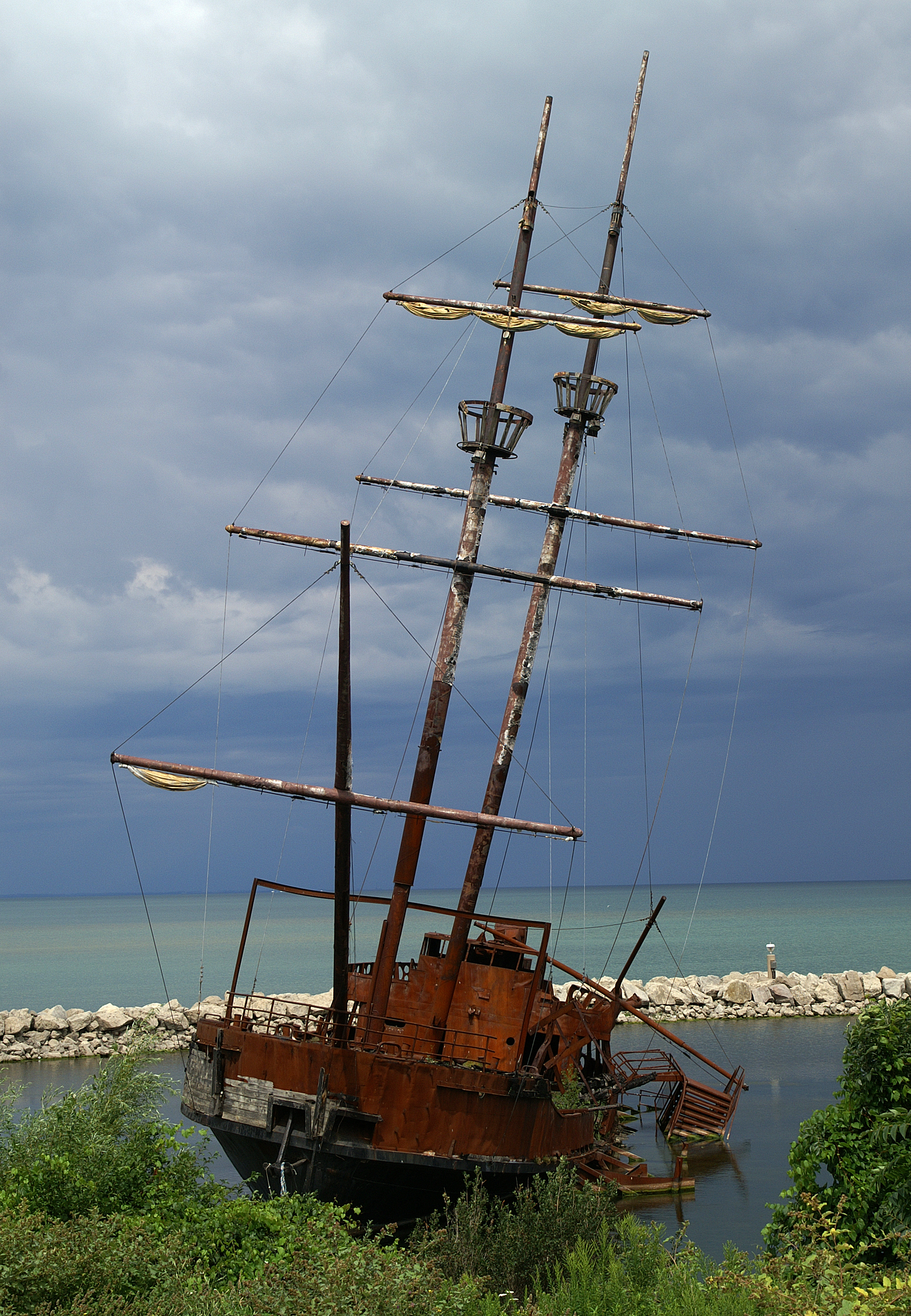
Копия корабля, показывающая не только его размеры, но и его крушение около Сен-Пьера и Микелона

Деревянная копия судна в натуральную величину была представлена на выставке Expo 67 в Монреале и использовалась в качестве ресторана на воде. По окончании выставки копию корабля перевезли в Квебек и установили в искусственном водоеме в городском парке, где она находилась около 30 лет. За состоянием корабля плохо следили и в конечном счете оставили его в брошенном виде в том же парке.
Другая копия корабля из стали была построена между 1914 и 1941 годами и предполагалась к использованию в качестве ледокола, но применения не нашла, а позже была приобретена бизнесменом и перевезена в Онтарио, где также стала рестораном. Однако и в этом качестве она долго не прослужила и вскоре была покинута из-за недостатка средств. В 2003 году заброшенный корабль сгорел, вероятно, в результате поджога. Сгоревшие обломки корабля до сих пор находятся между 55-м и 57-м километром в бухте Королевы Елизаветы.